# Glappa Bernicijský
Glappa Bernicijský († 560) byl v letech 559–560 druhý vládce anglosaského království Bernicie.

## Život

Anglosaská a keltská království v Anglii a Walesu kolem 600

Glappa byl příbuzný bernicijského krále Idy a v dřívějších historických výzkumech byl dokonce považován za jeho syna. Na trůn nastoupil po Idově smrti v roce 559 a vládl až do své smrti v roce 560. Neexistují žádné záznamy o jeho životě a panování. Jeden z mála dochovaných pramenů o něm pochází z roku 737 – jedná se o seznam vládců Northumbrie od anonymního kronikáře. Glappa je zde zmiňován jako král Bernicie, který vládl po dobu jednoho roku od Idovi smrti, dokud se k moci nedostal král Adda.